# Øystein Andersen
Øystein Andersen (født 20. december 1965) er en norsk musiker, mest kendt som trommeslageren i glam rock gruppen Wig Wam hvor han går under artistnavnet Sporty.